# سقوط دوشنبه آبی ۲۰۰۹
در روز دوشنبه، ۱۹ ژانویه ۲۰۰۹، تاریخی که پیشتر به عنوان دوشنبه آبی شناخته می‌شد، در پی اعلام بزرگ‌ترین زیان شرکتی در تاریخ بریتانیا توسط بانک سلطنتی اسکاتلند (RBS)، سهام گروه بانکی بریتانیا در طی یک روند فروش سقوط کرد.

## بانک سلطنتی اسکاتلند
گزارش‌های خبری از بانک سلطنتی اسکاتلند حاکی از زیان ۲۸ میلیارد پوندی برای سال ۲۰۰۸ بود و دولت بریتانیا متعهد شد که سهام خود را در شرکت به ۷۰ درصد افزایش دهد.
این گمانه زنی وجود داشت که ملی شدن بانک قریب‌الوقوع است.[۲]
میلیاردها پوند از ارزش بازار سهام آن علیرغم تعهد دولت برای حفظ آن با پول بیشتر مالیات دهندگان از بین رفت.
زمانی که گوردون براون برنامه‌هایی را برای افزایش مالکیت عمومی به ۷۰ درصد از آنچه زمانی یکی از بزرگ‌ترین شرکت‌های مالی جهان بود، تنظیم کرد، سرمایه‌گذاران سیتی سهام را در جنون فروش رها کردند.

## سقوط قیمت سهام
قیمت‌های سهام به شرح زیر کاهش یافتند:
دوشنبه ۱۹ ژانویه ۲۰۰۹
رویال بانک اسکاتلند ~۶۷٪

بانک لویدز ~ ۳۳٪

بارکلیز ~۱۰٪

اچ‌اس‌بی‌سی ~۶٪
'سه شنبه ۲۰ ژانویه ۲۰۰
رویال بانک اسکاتلند ~۱۱٪

بانک لویدز ~۳۱٪

بارکلیز ~۱۷٪

اچ‌اس‌بی‌سی ~۳٪